# 安托万·瓦卢瓦-福捷
安托万·瓦卢瓦-福捷（法語：Antoine Valois-Fortier，1990年3月13日—），加拿大男子柔道运动员。他曾代表加拿大参加2012年、2016年和2020年夏季奥林匹克运动会柔道比赛，其中2012年奥运会获得一枚铜牌。